# Pere Martínez i Clotet
Pere Martínez i Clotet   (Barcelona, 1935 - 1968) fou un pilot de motonàutica català. Competí en diverses proves automobilístiques fent de copilot del seu germà Jaume. Formà part de l'escuderia Los Tiburones del Reial Club Marítim de Barcelona (RCMB) i establí el rècord d'Espanya del quilòmetre llançat en DU de 600 cc (1960). En la mateixa categoria, guanyà la Copa Internacional de Primavera el 1961, el premi internacional del Pantano El Burguillo (Àvila), el Gran Premi Internacional de Barcelona el 1962), la Regata de Nadal del RCMB de 1962 a 1963 i el Trofeu Costa Brava el 1963.